# Schiffornis turdina
El llorón turdino (Schiffornis turdina), también denominado saltarín mirlo (en Colombia) o shifornis de ala parda (en Perú), es una especie de ave paseriforme perteneciente al género Schiffornis integrado en la familia Tityridae. Es nativo de América del Sur. 

## Distribución yhábitat
Se distribuye en Venezuela, Surinam, Guayana francesa, Colombia, Ecuador, Perú, Bolivia y Brasil.

Vive en el estrato inferior del bosque húmedo y en matorrales altos, hasta los 1700 m de altitud.

## Descripción

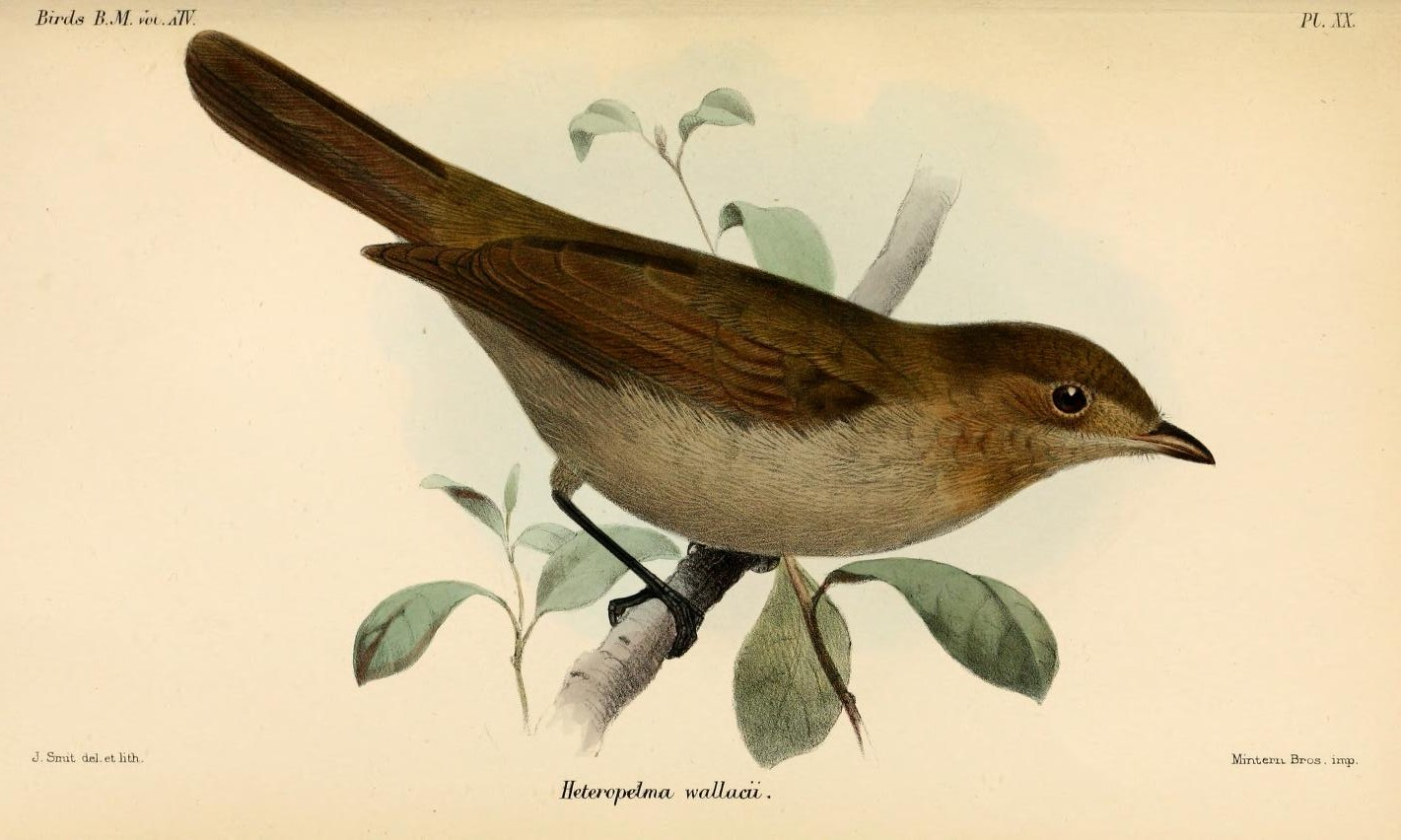
Schiffornis turdina wallacii; ilustración de Smit en Catalogue of the Birds in the British Museum, 1888.

Mide entre 15,5 y 17 cm de longitud y pesa en promedio 35 g. El dorso es de color castaño oliváceo, con las alas y cola más brillantes y de tono rojizo. La garganta y el pecho son de color oliva brillante, a menudo con un tinte ocráceo. A veces la garganta es más pálida por debajo y la región posterior entre oliva grisáceo y café oliva opaco. El pico es negruzco con  la base de la mandíbula gris. Las patas son gris plomizo.

## Alimentación
Se alimenta principalmente de insectos, que captura en vuelos cortos, tras detectar sus presas posado en ramas a 1 o 2 m de altura del suelo. Consume también larvas y frutos.

## Reproducción
La hembra, sin ayuda del macho, construye el nido, a una altura de 1 a 1,5 m sobre una palma espinosa, un nudo de bejucos, en una epífita pequeña o en la concavidad de algún tronco partido, que recubre con hojas secas. Pone 2 huevos amarillentos o crema, con manchas color marrón, negro o lila.

## Sistemática

### Descripción original
La especie S. turdina fue descrita por primera vez por el naturalita alemán Maximilian zu Wied-Neuwied en 1831 bajo el nombre científico Muscicapa turdina; localidad tipo «Bahía, Brasil».

### Taxonomía
Este género ha sido tradicionalmente colocado en la familia Pipridae; la Propuesta N° 313 al South American Classification Committee (SACC), siguiendo los estudios de filogenia molecular de Ohlson et al. (2007), aprobó la adopción de la nueva familia Tityridae, incluyendo el presente y otros géneros.

Las anteriormente subespecies S. turdina olivacea, S. turdina veraepacis, S. turdina aenea y S. turdina stenorhyncha fueron divididas de S. turdina y elevadas a especies plenas siguiendo los estudios moleculares y sonogramas de Nyári, A (2007) y los estudios complementares de variación geográfica de voces, localidades tipo e itens prioritarios de Donegan et al (2011). La propuesta N° 505 al South American Classification Committee (SACC) fue aprobada en octubre de 2011, con dichos cambios taxonómicos.
La subespecie amazonum es tratada como especie plena por el Comité Brasileño de Registros Ornitológicos (CBRO), pero no así por otras clasificaciones.

### Subespecies
Según la clasificación del Congreso Ornitológico Internacional (IOC) (Versión 6.1, 2016) y Clements Checklist v.2015, se reconocen 5 subespecies, con su correspondiente distribución geográfica:
- Grupo monotípico amazonum:
  - Schiffornis turdina amazonum (P. L. Sclater, 1861) - tierras bajas desde el extremo este de Colombia y sur de Venezuela hacia el sur hasta el este de Ecuador, este del Perú y noroeste y oeste de Brasil (al este hasta el río Negro y noroeste de Mato Grosso).

- Grupo politípico turdina:
  - Schiffornis turdina wallacii (P. L. Sclater & Salvin, 1867) - Surinam, Guayana francesa y Amazonia oriental brasileña (bajo río Negro al este hasta Amapá y, al sur del río Amazonas, desde el río Tapajós  y bajo río Teles Pires al este hasta Maranhão).
  - Schiffornis turdina steinbachi Todd, 1928 - sureste del Perú y norte de Bolivia.
  - Schiffornis turdina intermedia Pinto 1954 - este de Brasil (Paraíba, Pernambuco, Alagoas).
  - Schiffornis turdina turdina (Wied-Neuwied, 1831) - sureste de Brasil (sur de Bahía al sur hasta Espírito Santo).